# Attilio Calatroni
Attilio Calatroni, född den 28 juli 1950 i Brescia, Italien, är en italiensk fäktare som tog OS-silver i herrarnas lagtävling i florett i samband med de olympiska fäktningstävlingarna 1976 i Montréal.